# Prossima fermata Fruitvale Station
Prossima fermata Fruitvale Station (Fruitvale Station) è un film del 2013 diretto da Ryan Coogler.
La pellicola, di produzione indipendente, racconta la storia vera di Oscar Grant, ucciso dalla polizia della Bay Area Rapid Transit Distric di Oakland (California), nelle prime ore del 1º gennaio 2009. Michael B. Jordan recita nella parte di Oscar Grant, mentre gli attori Kevin Durand e Chad Michael Murray interpretano gli agenti coinvolti nell'assassinio di Grant. Per motivi di privacy, i nomi dei due poliziotti sono stati cambiati nel film.

## Trama
Oscar Grant III, un giovane di 22 anni di Hayward, California, trascorre l’ultimo giorno della sua vita cercando di rimettersi in carreggiata. Dopo un litigio con la sua fidanzata Sophina a causa di una sua recente infedeltà, tenta senza successo di riottenere il suo lavoro presso il supermercato Farmer Joe’s. Di fronte alle difficoltà economiche, riflette sulla possibilità di tornare a spacciare marijuana, ma alla fine decide di disfarsi anche di quella in suo possesso. Nel corso della giornata, Oscar passa del tempo con sua figlia e partecipa alla festa di compleanno di sua madre Wanda, che gli consiglia di prendere il treno invece di guidare per assistere ai festeggiamenti di Capodanno a San Francisco. Seguendo il consiglio della madre, si dirige con Sophina e alcuni amici in città per la serata. Al ritorno, sul treno, Oscar viene riconosciuto da Katie, una cliente del supermercato, il che attira l’attenzione di un uomo con cui aveva avuto problemi in prigione. Ne nasce una rissa, che porta all’intervento della polizia del BART, Bay Area Rapid Transit alla stazione di Fruitvale. Oscar e alcuni suoi amici vengono fermati e trattenuti dagli agenti Caruso e Ingram. La situazione degenera rapidamente: mentre Oscar è immobilizzato, Ingram gli spara alla schiena sotto lo sguardo incredulo di Caruso e dei numerosi testimoni che riprendono la scena con i loro telefoni. Oscar viene trasportato d’urgenza in ospedale e sottoposto a un intervento chirurgico d’emergenza mentre la sua famiglia attende con angoscia notizie. Nel frattempo, la notizia della sparatoria si diffonde rapidamente, suscitando rabbia e indignazione tra la comunità.

## Produzione
Il regista del film, Ryan Coogler, era un laureando dell'University of Southern California di arti cinematografiche quando Grant fu assassinato. Dopo aver seguito la vicenda, Coogler decide di voler fare un film sull'ultimo giorno della vita di Grant. Esprime così la sua scelta:
(Ryan Coogler)
Nel gennaio 2011 la casa di produzione di Forest Whitaker, la Forest Whitaker's Significant Productions, si interessa al progetto e Coogler viene messo a capo del progetto in fase di pre-produzione insieme alla produttrice del film Nina Yang Bongiovi. Viene poi confermato il progetto ed il nome di Coogler alla regia.
Dopo aver steso lo script del film, il progetto ottiene un budget grazie al Feature Film Program ed alla San Francisco Film Society.

### Cast
Sin dall'inizio della stesura della sceneggiatura, Coogler aveva in mente l'attore Michael B. Jordan per il ruolo di Oscar Grant.
Nell'aprile 2012 si unisce al cast l'attrice Octavia Spencer.

### Riprese
Le riprese del film si svolgono dove sono avvenuti realmente i fatti, cioè nella città di Oakland (California) in soli 20 giorni nel luglio 2012. Alcune scene sono state girate nella stessa stazione dove avvenne l'omicidio di Grant.

### Titolo
Il titolo inizialmente doveva essere semplicemente Fruitvale, infatti così fu presentato al Sundance Film Festival, prima che cambiasse il titolo in Fruitvale Station.

## Distribuzione
La Weinstein Company ha commissionato tre murales nelle città di Los Angeles, New York e San Francisco a tre famosi artisti, come Ron English, Lydia Emily e LNY, per promuovere il film.
La pellicola viene presentata in anteprima mondiale al Sundance Film Festival il 19 gennaio 2013. Dopo il successo ottenuto al Sundance, si apre una guerra per i diritti di distribuzione negli Stati Uniti d'America, che alla fine si aggiudica la Weinstein Company per 2 milioni di dollari.
Nel maggio 2013 il film viene presentato nella sezione Un Certain Regard della 66ª edizione del Festival di Cannes, dove vince il Premio Avenir al miglior film di debutto.
Successivamente viene presentato in altri festival cinematografici come il Los Angeles Film Festival, il San Francisco International Film Festival, il Jerusalem Film Festival ed il Festival internazionale del cinema di Karlovy Vary.
Il film viene distribuito nelle sale cinematografiche statunitensi a partire dal 12 luglio 2013 in numero limitato di copie e dal 26 luglio in tutta la nazione, mentre in Italia verrà distribuito il 13 marzo 2014 da Wider.

## Riconoscimenti
- 2013 - Festival di Cannes
  - Premio Avenir per il Miglior film di debutto
  - Candidatura a Miglior film nella sezione Un Certain Regard
- 2013 - National Board of Review of Motion Pictures
  - Migliori dieci film dell'anno
  - Miglior attrice non protagonista a Octavia Spencer
  - Miglior attore rivelazione a Michael B. Jordan
  - Miglior regista esordiente a Ryan Coogler
- 2013 - Sundance Film Festival
  - Gran Premio della Giuria per un film drammatico
  - Premio del pubblico per un film drammatico
- 2014 - Independent Spirit Awards
  - Miglior film d'esordio
  - Candidatura Miglior attore a Michael B. Jordan
  - Candidatura Miglior attrice non protagonista a Melonie Diaz
- 2013 - Hollywood Film Festival
  - Miglior esordiente a Michael B. Jordan
- 2014 - NAACP Image Award
  - Miglior film indipendente
- 2014 - Satellite Award
  - Miglior attore emergente a Michael B. Jordan
  - Honorary Satellite Award a Ryan Coogler
- 2014 - MTV Movie Awards
  - Candidatura Miglior performance rivelazione a Michael B. Jordan
- 2013 - Gotham Awards
  - Miglior attore rivelazione a Michael B. Jordan
- 2013 - Festival del cinema americano di Deauville
  - Premio della rivelazione Cartier
- 2013 - Hamptons International Film Festival
  - Miglior attore rivelazione a Michael B. Jordan
- 2013 - Santa Barbara International Film Festival
  - Miglior attore a Michael B. Jordan
- 2013 - Zurich Film Festival
  - Miglior attore a Michael B. Jordan